# Lormetazepam
Lormetazepam ist ein Arzneistoff aus der Familie der Benzodiazepine. Wie alle Vertreter aus seiner Familie wirkt auch Lormetazepam als Anxiolytikum, Hypnotikum, Tranquilizer, Antikonvulsivum und Muskelrelaxans, es wird jedoch hauptsächlich als Hypnotikum verwendet. Es besitzt wie alle Arzneimittel aus der Gruppe der Benzodiazepine ein hohes Abhängigkeitspotential, d. h., es kann schon nach Anwendung über wenige Wochen in therapeutischer Dosierung zu einer Abhängigkeit kommen.

## Pharmakologie
Die therapeutische Dosierung beträgt zur Behandlung von Einschlaf- und Durchschlafstörungen sowie zur Behandlung akuter Angst 0,5 mg bis 2 mg als Einzeldosis pro 24 Stunden, eingenommen 30 Minuten vor dem Schlafengehen. In der Prämedikation vor operativen oder diagnostischen Eingriffen bis zu 2 mg als einmalige Dosierung 60 Minuten vor dem Eingriff.
Maximale Plasmaspiegel werden nach ca. 1,5 Stunden erreicht, die Eliminationshalbwertzeit im menschlichen Organismus liegt bei durchschnittlich 12 Stunden. Bei älteren Menschen kann diese Zeit auf bis zu 20 Stunden ansteigen. Lormetazepam gehört damit zu den mittellang wirkenden Benzodiazepinen mit ausreichend rascher Anflutung und eignet sich so bei kurzfristiger Anwendung auch zur symptomatischen Behandlung von Durchschlafstörungen.
Die Bioverfügbarkeit bei oraler Gabe ist ca. 80 %, die Substanz unterliegt in der Leber einem First-pass-Effekt. Lormetazepam wird aus dem menschlichen Organismus zu 90 % durch Glucuronidierung in der Leber wasserlöslich und über den Urin ausgeschieden. Eine Verstoffwechselung in wirksame Metaboliten findet in geringem und pharmakologisch nicht relevantem Ausmaß zu Lorazepam statt. Lormetazepam wird (wie Oxazepam und Lorazepam) nicht über das Enzym Cytochrom P450 verstoffwechselt. Daher sind im Unterschied zu fast allen anderen Benzodiazepinen keine Wechselwirkungen mit Hemmstoffen oder Induktoren dieses Enzyms zu erwarten.

## Klinische Angaben

### Anwendungsgebiete (Indikationen)
Lormetazepam wird in oraler Verabreichungsform, beispielsweise als Tabletten oder Kapseln, insbesondere zur kurzfristigen Behandlung von Schlafstörungen eingesetzt. Zur Behandlung akuter Spannungs-, Erregungs- und Angstzustände und zur Narkoseeinleitung ist der Wirkstoff auch in Ampullen zu 2 mg zur intravenösen Injektion verfügbar. Lormetazepam wird in der Anästhesiologie auch zur Vor- und Nachbehandlung bei operativen oder diagnostischen Eingriffen verwendet.

### Gegenanzeigen (Kontraindikationen)
Neben einer bekannten Überempfindlichkeit gegen den Wirkstoff gelten Myasthenia gravis, Abhängigkeit von Alkohol, Arzneimittel oder Drogen sowie akute Vergiftungen mit Alkohol, anderen Schlafmitteln, Schmerzmitteln oder Psychopharmaka als absolute Kontraindikation und schließen daher eine Anwendung von Lormetazepam aus. Nur unter besonderer Vorsicht und unter einer Abwägung des Nutzen-Risikoverhältnisses darf Lormetazepam bei Patienten mit spinalen und zerebellaren Ataxien, Schlafapnoe-Syndromen, schwerer Ateminsuffizienz oder schwerer Leber- oder Niereninsuffizienz angewendet werden.

### Wechselwirkungen
Bei der gleichzeitigen Anwendung von Lormetazepam mit anderen zentral dämpfenden Arzneistoffen, insbesondere Neuroleptika, anderen Tranquilizern bzw. Schlafmitteln, Antidepressiva, Opioid-Analgetika, Anästhetika, und Antihistaminika, aber auch beim gleichzeitigen Konsum von Lormetazepam mit Alkohol kann es zu einer wechselseitigen Verstärkung der Wirkungen kommen. Auf Grund der muskelrelaxierenden Wirkung von Lormetazepam kann die Wirkungen anderer Muskelrelaxantien verstärkt werden. Zudem kann die Wirkung von Arzneimitteln zur Daueranwendung von Herz-Kreislauf- und Atemwegsbeschwerden, insbesondere Betablocker, herzwirksame Glykoside und Theophyllin, sowie die Sicherheit von Antibiotika und der „Antibabypille“ beeinflusst werden.

### Nebenwirkungen
Zu den häufigsten unter der Behandlung mit Lormetazepam beobachteten Nebenwirkungen zählen Kopfschmerzen (Häufigkeit >10 %), Schwindel und Benommenheit (3 %), anhaltende Müdigkeit, Koordinationsstörungen, Konzentrationsstörungen (2 %), verlängerte Reaktionszeiten (1 %), Verwirrtheit, Muskelschwäche und depressive Verstimmungen.

#### Abhängigkeit
Lormetazepam besitzt wie alle Benzodiazepine ein Abhängigkeitspotential. Bereits bei täglicher Einnahme über wenige Wochen, auch im therapeutischen Dosisbereich, ist die Gefahr einer Abhängigkeitsentwicklung gegeben.
Ein plötzliches Absetzen nach längerer regelmäßiger Einnahme von Lormetazepam kann zu Entzugssymptomen führen. Dazu zählen insbesondere Schlafstörungen, vermehrtes Träumen, Angst, Spannungszustände, Erregung, innere Unruhe, Zittern und Schwitzen bis hin zu bedrohlichen körperlichen und seelischen Reaktionen, wie Krampfanfällen und Psychosen.

#### Zentralnervensystem
Zu den für Benzodiazepine charakteristischen Nebenwirkungen des Lormetazepams zählt die durch zentrale Muskelrelaxation hervorgerufene Muskelschwäche und die damit verbundene Bewegungs- und Gangunsicherheit sowie Sturzgefahr. Ebenso können insbesondere bei hohen Dosen und bei Langzeitbehandlung reversible Störungen wie verlangsamtes oder undeutliches Sprechen, Sehstörungen und Nystagmus auftreten. Wie auch andere Benzodiazepine kann Lormetazepam anterograde Amnesien verursachen, sodass sich später der Patient unter Umständen nicht mehr an durchgeführte Handlungen nach Medikamenteneinnahme erinnert. Darüber hinaus können sogenannte paradoxe Reaktionen wie beispielsweise erhöhte Aggressivität, akute Erregungszustände, Angst, Suizidgedanken, Muskelspasmen sowie Ein- und Durchschlafstörungen auftreten. Insbesondere bei Patienten mit Angstzuständen und Depressionen kann nach Anwendung mit Lormetazepam das Suizidrisiko erhöht sein.

#### Haut und Immunsystem
Einen Juckreiz assoziierten etwa 2 % der Patienten mit einer Einnahme von Lormetazepam. Allergische Hautreaktionen, einschließlich Exantheme, konnten in Einzelfällen beobachtet werden.

#### Atmung
Bei Patienten mit Atemwegsobstruktionen und mit Hirnschädigungen kann nach Einnahme von Lormetazepam die Gefahr einer Atemdepression bestehen.

## Handelsnamen
Ergocalm (D), Loramet (CH), Loretam (D), Noctamid (D, CH), Sedalam (Ampullen zu 2 mg) (D) und zahlreiche Generika (D)

## Stereochemie
Lormetazepam enthält ein Stereozentrum und besteht aus zwei Enantiomeren. Hierbei handelt es sich um ein Racemat, also ein 1:1-Gemisch von (R)- und der (S)-Form:
| Enantiomere von Lormetazepam | Enantiomere von Lormetazepam |
| ---------------------------- | ---------------------------- |
| CAS-Nummer: 113679-56-4      | CAS-Nummer: 113679-54-2      |

## Schädlicher Gebrauch von Benzodiazepinen
siehe Schädlicher Gebrauch von Benzodiazepinen